# Dr. Robotnik's Mean Bean Machine
Dr. Robotnik's Mean Bean Machine, conosciuto come Dr. Robotnik and His Mean Bean Machine in alcuni paesi europei e come Dr. Eggman's Mean Bean Machine (Dr.エッグマンのミーンビーンマシーン?, Dokutā Egguman no Mīn Bīn Mashīn) nelle versioni giapponesi delle compilation, è un videogioco di tipo rompicapo, sviluppato da Compile e pubblicato per la prima volta da SEGA nel 1993.
Basato sulla prima serie animata del riccio, dalla quale tornano i quattro antagonisti principali e altri minori, è una reinterpretazione di Puyo Puyo e fa parte della serie Sonic the Hedgehog, anche se il riccio blu non compare in questo titolo.

## Trama
Le vicende del gioco hanno luogo sul pianeta Mobius, abitato da creature simili a dei fagioli. Il Dottor Robotnik elabora un piano diabolico con lo scopo di portare il terrore nel mondo rapendo i cittadini di Beanville e trasformarli in schiavi robot creando così allo stesso tempo un'armata che lo aiuterà ad eliminare la felicità e la gioia dall'ecosistema e per fare ciò ha creato la "Mean Bean-Steaming Machine" (chiamata nell'edizione italiana Macchina Cucina-Fagioli) che gli permetterà di tramutare qualsiasi creatura del mondo in un suo servitore. Avviato il suo ambizioso piano, Robotnik invia i suoi scagnozzi per trovare tutti gli abitanti e raggrupparli nei bui sotterranei per poi sottoporli alla trasformazione tramite il proprio macchinario tuttavia "Has Bean", il personaggio controllato dal giocatore, è pronto ad opporsi ed inizia il proprio viaggio per fermare il perfido scienziato sconfiggendo i suoi seguaci e liberando così le creature.

## Modalità di gioco
Il gioco è simile a Puyo Puyo: la schermata prevede due colonne, la prima per il giocatore, la seconda per l'avversario. In ogni colonna cade una coppia di creature a forma di fagiolo (originariamente i puyo) che possono essere di colore diverso o uniforme e che possono essere disposti sia in orizzontale, sia in verticale: scopo del gioco è accumulare i fagioli dello stesso colore in gruppi da almeno quattro, determinandone la scomparsa dello stesso, mantenendo perciò la colonna la più vuota possibile e riempiendo quella dell'avversario attraverso il raggruppamento o una serie di raggruppamenti (la colonna avversaria si riempirà di fagioli trasparenti). Il livello termina quando una delle due colonne diventa piena, determinandone la sconfitta.
Nella modalità Scenario, il gioco si suddivide in tredici livelli, ognuno con un avversario diverso (tutti provenienti dalla prima serie animata di Sonic, come Scratch e Grounder, chiamati nell'adattamento italiano del cartone Nervetto e Testadura), tra cui Robotnik all'ultimo: a ogni livello, aumenta la velocità di discesa dei fagioli e la difficoltà, dal momento che ciascun avversario adotta una tecnica diversa. Al termine di ogni livello, viene mostrata una password da utilizzare per riavviare il gioco da un determinato punto. Esistono inoltre altre due modalità, quella a due giocatori e quella di esercitazione.
Nella modalità Scenario, i nemici affrontati sono i seguenti:
| Numero livello | Nome nemico             | Controparte da Puyo Puyo |
| -------------- | ----------------------- | ------------------------ |
| 1              | Arms                    | Draco Centauros          |
| 2              | Frankly                 | Suketoudara              |
| 3              | Humpty                  | Sukiyapodes              |
| 4              | Coconuts (Nocciolino)   | Harpy                    |
| 5              | Davy Sprocket           | Sasoriman                |
| 6              | Skweel                  | Panotty                  |
| 7              | Dynamight               | Zombie                   |
| 8              | Grounder (Testadura)    | Witch                    |
| 9              | Spike                   | Zoh Daimaoh              |
| 10             | Sir Ffuzzy-Logik        | Schezo Wegey             |
| 11             | Dragon Breath           | Minotaur                 |
| 12             | Scratch (Nervetto)      | Rulu                     |
| 13             | Dr. Robotnik (Dr. Nick) | Satan                    |

## Versioni alternative e conversioni

### Compilation
Dr. Robotnik's Mean Bean Machine è stato convertito per diverse compilation per console casalinghe e personal computer. La prima in cui ha fatto la sua prima apparizione è stata Sonic Compilation (1995) per Mega Drive. In seguito è stato incluso in Sonic Mega Collection (2002) per GameCube, Arcade Legends Sega Mega Drive (2004) per dispositivi plug and play, Sonic Mega Collection Plus (2004) per PlayStation 2, Xbox e Windows, Sega Mega Drive Ultimate Collection (2009) per Xbox 360 e PlayStation 3, Sega Mega Drive Classic Collection Gold Edition (2011) per Windows e Sega Mega Drive Classic Collection (2018) per PlayStation 4 e Xbox One. È stato inoltre incluso nel Mega Drive Mini uscito nel 2019.
La versione per Game Gear è stata inclusa come gioco sbloccabile all'interno di Sonic Adventure DX: Director's Cut (2003) per GameCube e Windows e disponibile dal principio in Sonic Mega Collection Plus (2004) per PlayStation 2, Xbox e Windows. È stata inoltre inclusa in Sonic Origins Plus (2023) per PlayStation 4, PlayStation 5, Xbox One, Xbox Series X, Nintendo Switch e Windows.
In Sonic Gems Collection è possibile sbloccare nella modalità Museo una demo di entrambe le versioni che presentano un conto alla rovescia di cinque minuti e che permettono di iniziare la partita direttamente dal boss finale, una volta sconfitto quest'ultimo il giocatore potrà continuare la partita fino alla scadere del tempo.
Originariamente doveva comparire anche in Sonic Classic Collection (2010) per Nintendo DS, ma non fu incluso per motivi sconosciuti.

### Distribuzione digitale
Dr. Robotnik's Mean Bean Machine è stato reso disponibile per il servizio Virtual Console di Wii l'11 dicembre 2006 in Nord America il 15 dicembre in Europa, su PlaySEGA nell'ottobre 2008 e successivamente è uscito per Steam il 13 settembre 2010. Il 13 giugno 2013 è stato pubblicato sempre per Virtual Console ma per Nintendo 3DS. Il 25 ottobre 2021 è stato pubblicato su Nintendo Switch come parte del servizio Sega Mega Drive Online dell'abbonamento Nintendo Switch Online + Pacchetto Aggiuntivo.

### Sonic Mania
Nel gioco Sonic Mania del 2017, alla fine del secondo livello Chemical Plant si deve affrontare Robotnik in uno scontro dentro la Mean Bean Machine, ovvero uno scontro a Puyo Puyo.

## Accoglienza
Brady Langmann, Dom Nero e Cameron Sherrill di Esquire lo classificarono come uno dei migliori giochi della serie.